# Bocca della Verità
Bocca della Verità (hrv. 'Usta istine') antički je mramorni reljef uzidan u zid portika rimske crkve Sv. Marija u Kozmedinu 1632. godine. 
Usta istine bile su nešto kao antički detektor laži.

## Karakteristike reljefa
To je okrugli reljef promjera 1,75 m, težak 1300 kg iz 1. stoljeća na kojem je isklesano lice bradatog čovjeka, s rupama na mjestima gdje su usta, oči i nosnice. Lik je tijekom povijesti pripisivan raznim paganskim bogovima: Jupiteru, Oceanu, Oraklu ili Faunu, ali ni danas nije pouzdano jasno kojem konkretno.
Isto tako nejasna je i njegova funkcija, možda je bio dio neke fontane, poklopac impluviuma ili kanalizacijskog sustava (zadnja hipoteza se spominje zbog blizine Cloache Massime gdje je pronađen).

## Usta istine od srednjeg vijeka do danas
U srednjem vijeku se raširila legenda da je Usta istine napravio čarobnjak Vergilije, da bi se njime koristili muževi i žene koji sumnjaju u vjernost svog bračnog druga.
Slava reljefa postala je poznatia širom svijeta nakon američkog filma iz 1953. Praznik u Rimu, u kojem glavni likovi koji ispočetka nisu iskreni jedno prema drugom.
Usta istine su i danas vrlo posjećen objekt, u koji turisti ubacuju ruku i fotografiraju se za uspomenu iz Rima.

## Vanjske poveznice
- Službene stranice (engl.)
- The Mouth of the Truth  - 360° Ipix panorama
- The Mouth of the Truth, Art & History  Arhivirana inačica izvorne stranice od 15. ožujka 2011. (Wayback Machine) (engl.)